# Christian III. (Dänemark und Norwegen)

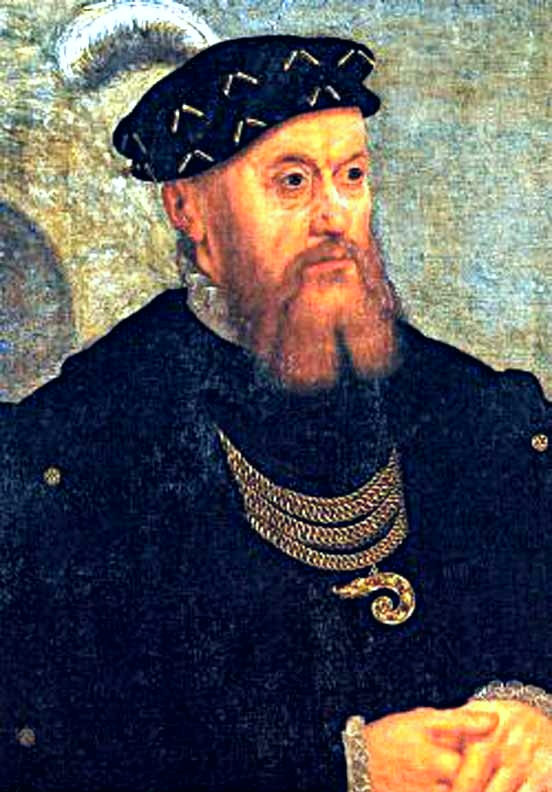
Christian III. von Dänemark und Norwegen, um 1550

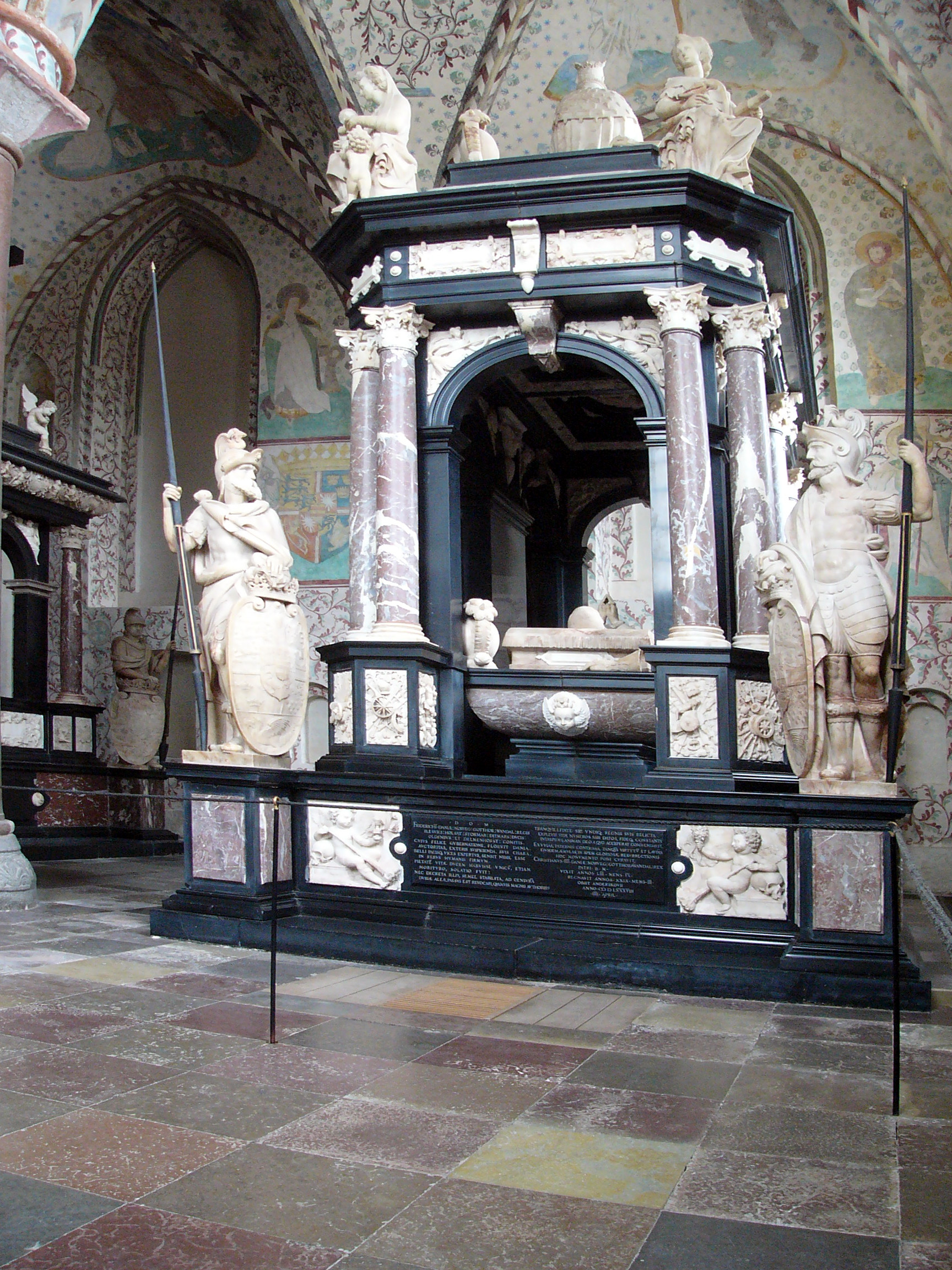
Grabmal Christians III. im Dom zu Roskilde

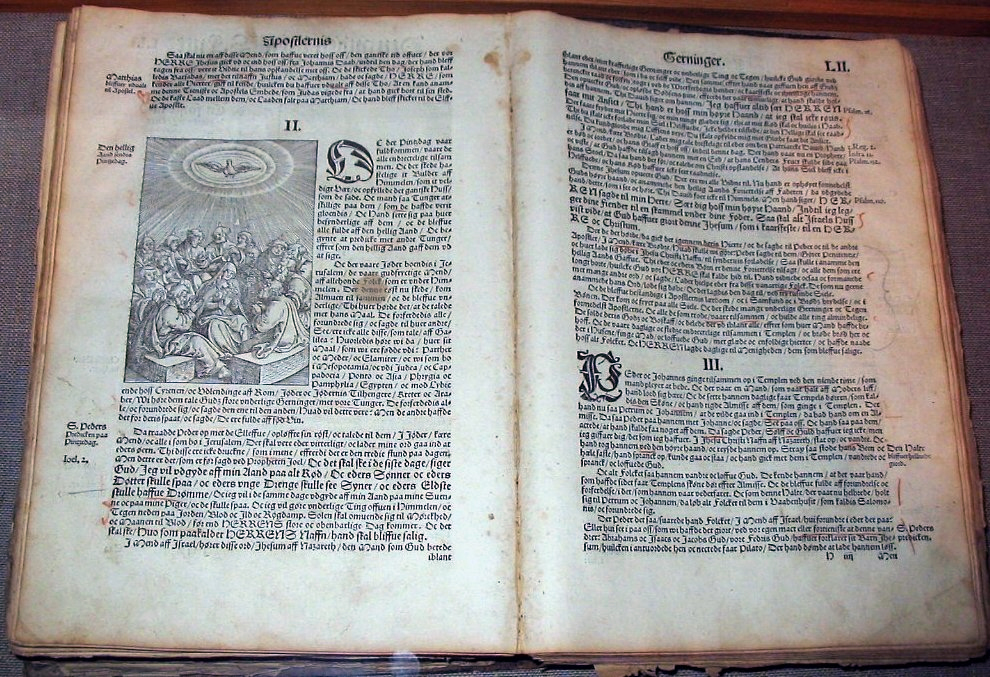
Ein Exemplar der Christian-III.-Bibel, 1550 – die erste vollständige dänische Bibelübersetzung

Christian III. (* 12. August 1503 auf Schloss Gottorf; † 1. Januar 1559 auf Koldinghus) war von 1534 bis 1559 König von Dänemark und Norwegen.

## Leben
Christian III. war der älteste Sohn von König Friedrich I. von Dänemark und Norwegen und dessen erster Gemahlin Anna von Brandenburg. Christian III. war glühender Lutheraner und führte die Reformation in Dänemark, Norwegen und Island ein. Er förderte Landwirtschaft und Handel und ließ die erste vollständige dänische Bibelübersetzung anfertigen, die Christian-III.-Bibel (1550). Unter seiner Regierung erlebte Dänemark-Norwegen einen gewaltigen Aufschwung. Während einer Auslandsreise wohnte er 1521 dem Reichstag zu Worms bei; das Treffen mit Martin Luther machte einen unauslöschlichen Eindruck auf ihn.
1523 übertrug ihm sein Vater die Verwaltung eines Teils des Herzogtums Schleswig mit dem Zentrum Hadersleben, wo er die Haderslebener Artikel erließ und damit die Reformation einführte. Am 8. April 1529 fand im Franziskanerkloster Flensburg die Flensburger Disputation unter dem Vorsitz des Kronprinzen statt, welche die Einführung der Reformation in Dänemark und Schleswig-Holstein zur Folge hatte.

### Thronstreitigkeiten und Grafenfehde
Als Friedrich I. am 10. April 1533 starb, eilte Christians Rat Melchior Rantzau in die Niederlande, um mit Kaiser Karl V. ein Bündnis zu schließen, das Christian den Weg auf den Thron ebnen sollte. Dieser Vertrag wurde am 5. Mai 1533 unterschrieben.  Der katholisch dominierte dänische Reichsrat weigerte sich jedoch, den lutherisch inspirierten Christian zum König zu wählen; die Wahl wurde auf das folgende Jahr verschoben. In dieser Periode waren Dänemark und Norwegen ohne König. Die lutherische Minderheit im Reichsrat bot zusammen mit den Bürgermeistern von Kopenhagen, Ambrosius Bogbinder, und Malmö, Jörgen Kock, Herzog Christian den Thron an, dieser wollte jedoch nach geltendem Recht von der Mehrheit gewählt werden. Auch auf die Unterstützung Lübecks und der Hanse verzichtete er lieber, anstatt sich in neue Abhängigkeiten zu begeben. Daraufhin setzten sich die beiden Bürgermeister dafür ein, Christian II., der auf Schloss Sonderburg gefangen saß, mit Hilfe des Grafen Christoph von Oldenburg und Lübecks wieder einzusetzen. Das löste die sogenannte Grafenfehde aus.
Christian übernahm die Königsgewalt erst nach einer Bitte des Reichsrats, nachdem Lübeck und seine Verbündeten 1534 Dänemark angegriffen und erste Siege errungen hatten. Der Adel wählte ihn auf einem Treffen in der Kirche Sct. Sören zu Rye am 4. Juli 1534. Der Reichsrat musste einen großen Teil seiner Macht auf den König übertragen, ehe Christian die Wahl annahm.
In seiner Wahlkapitulation heißt es in § 3:

„Och efftherthij att Norgis riige nw saa forringget er bode aff magtt och formwæ, och Norgis riigis jndbiggere jcke aldene formwæ att vnderholde thennom ænn herre och konnyng, och samme riige er dog forbundet att bliffue hoes Danmarcks krone till ewiig tiidt […] tha skall thet heer effther weere och bliffwe vnder Danmarcks krone, liige som eth aff the andre lande, Jutland, Fyenn, Sielandt eller Skonæ eere, och her effther jcke weere eller hede jngtet koninge riige for seg, menn eth ledemodt aff Danmarcks riige och vnder Danmarcks krone till ewiige tiidt.“

„Nachdem das Reich Norwegen so sehr an Macht und Vermögen verringert worden ist und die Einwohner des Reiches Norwegen alleine einen Herren und König nicht zu unterhalten vermögen und da nun dieses Reich mit Dänemarks Krone auf ewige Zeiten verbunden ist […] so soll es hiernach unter Dänemarks Krone sein und verbleiben so, wie die anderen Länder Jütland, Fünen, Seeland und Schonen und von jetzt an nicht mehr als Königreich bezeichnet werden, sondern als ein Glied des Reiches Dänemark auf ewige Zeiten.“

Damit endete die Eigenstaatlichkeit Norwegens.
Christian III. hatte zu Beginn seiner Herrschaft nur die Kontrolle über Jütland. Im September bewegte zudem Skipper Clement Bürger und Bauern zum Aufstand im nördlichen Jütland. Der Aufstand wurde niedergeschlagen, und Clement flüchtete aus Aalborg mit den Truppen Johann Rantzaus im Nacken. Er wurde bald gefasst und am 9. September 1535 in Viborg gehenkt. Die Leiche wurde gevierteilt und zur Schau gestellt, und auf das abgeschlagene Haupt setzte man eine Bleikrone.
Im Frühjahr 1535 setzte Christians Heer nach Fünen über, wo Johann Rantzau am 11. Juni in der Schlacht bei Øksnebjerg den entscheidenden Sieg über die inzwischen zerstrittenen Gegner gewann. Etwa gleichzeitig besiegte eine dänisch-schwedische Flotte unter der Führung Peder Skrams bei Svendborgsund die Flotte Lübecks. Am 29. Juli 1536 nahm der 33-jährige Christian Kopenhagen ein, und Dänemark war wieder ein geeintes Reich.
In Norwegen waren die südlichen und nördlichen Reichsratsabteilungen unterschiedlicher Meinung über die Nachfolge Friedrich I. In den nördlichen Teilen regierte Bischof Olav Engelbrektsson, und er widersetzte sich einem lutherischen König mit aller Macht und zwang die übrigen Ratsmitglieder zur Konfrontation. Da aber die Grafenfehde mit einem totalen Sieg Christians endete und er seine Truppen nach Norwegen entsandte, musste Olav das Land verlassen. Der Reichsrat erkannte Christian III. 1537 als König an und wurde aufgelöst, und Norwegen verlor seine Selbständigkeit.

### Einführung der Reformation
Am 12. August 1536 ließ der König drei katholische Bischöfe verhaften, teils um den Widerstand gegen die Reformation zu brechen, teils um durch die Enteignung ansehnlichen kirchlichen Vermögens die Schulden an das große Heer von Landsknechten zu begleichen. Martin Luther sandte seinen Glückwunsch an den König. Mit der Kirchenordnung von Johannes Bugenhagen wurde die Reformation in Dänemark und Norwegen eingeführt. Die dänische Königsstadt Nyborg wurde dadurch zum weltlichen Zentrum der Reformation, womit der König seine Macht weiter festigen konnte, denn die Kirchengüter fielen der Krone zu und die lutherischen Geistlichen waren Staatsbeamte.
Am 12. August 1537 ließen Christian und seine Frau Dorothea von Sachsen-Lauenburg sich von Johannes Bugenhagen in Kopenhagen krönen. Es war die erste Krönung, die von einem evangelischen Geistlichen vorgenommen wurde. 1539 wurde die von Bugenhagen ausgearbeitete Kirchenordnung für Dänemark und 1542 die für Schleswig-Holstein erlassen.

### Teilung Schleswig-Holsteins
1544 wurden die Herzogtümer Schleswig und Holstein zwischen Christian III. und seinen Halbbrüdern Johann dem Älteren und Adolf I. aufgeteilt. Christian wurde Herzog des königlichen Anteils, Adolf von Schleswig-Holstein-Gottorf und Johann von Schleswig-Holstein-Hadersleben. Für seine Aufenthalte in der Festung Krempe erwarb Christian III. dort den sogenannten Königshof.

## Ehe und Nachkommen

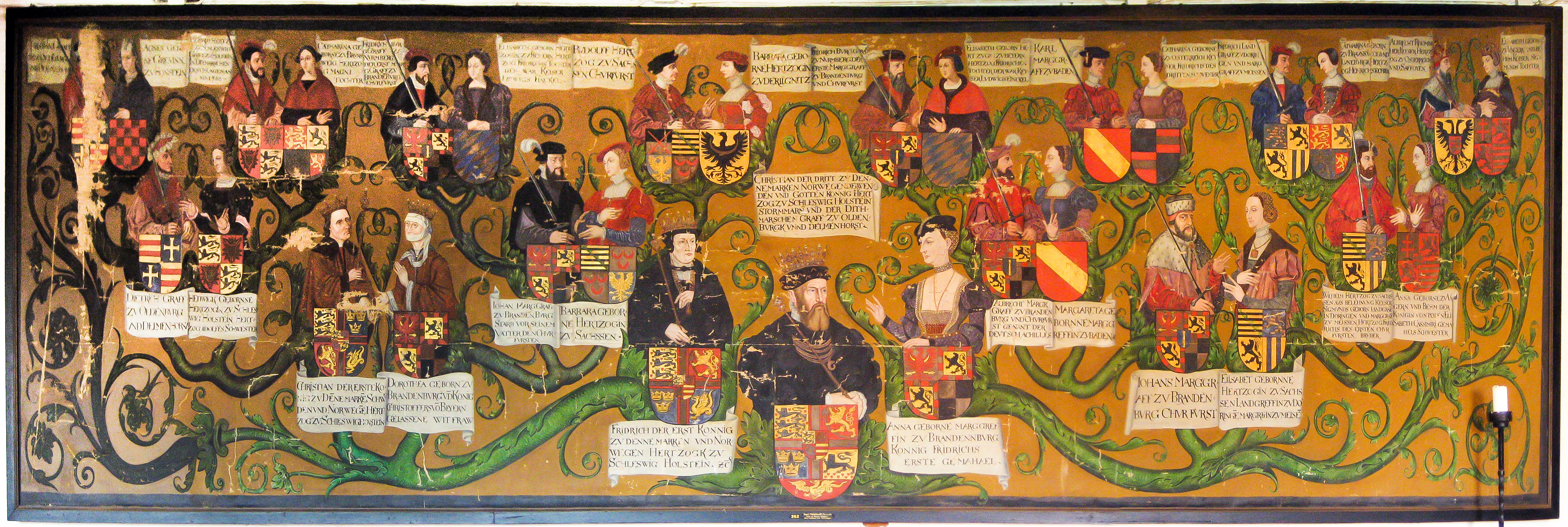
Ahnentafel von König Christian III. (Schloss Nyborg)

Christian heiratete 1525 Prinzessin Dorothea von Sachsen-Lauenburg (1511–1571), Tochter des Herzogs Magnus I. von Sachsen-Lauenburg, mit der er fünf Kinder hatte:
- Anna (* 22. November 1532; † 1. Oktober 1585)

⚭ August, Kurfürst von Sachsen
- Friedrich II. (* 1. Juli 1534; † 4. April 1588), folgte Christian auf dem dänischen und dem norwegischen Thron.
- Magnus (* 14. August 1540; † 18. März 1583), Herzog von Holstein, Bischof von Ösel-Wiek (1560–1572) und Kurland (1560–1583), König von Livland (1570–1577)
- Johann (* 25. März 1545; † 9. Oktober 1622)
- Dorothea (* 29. Juni 1546; † 6. Januar 1617)

⚭ Wilhelm dem Jüngeren von Braunschweig

## Vorfahren
|  |                                                         |  |  |  |  |  |  |  |  |  |  |  |  |
|  | Dietrich von Oldenburg (1390–1440)                      |  |  |  |  |  |  |  |  |  |  |  |  |
|  |                                                         |  |  |  |  |  |  |  |  |  |  |  |  |
|  |                                                         |  |  |  |  |  |  |  |  |  |  |  |  |
|  | König Christian I. (1426–1481)                          |  |  |  |  |  |  |  |  |  |  |  |  |
|  |                                                         |  |  |  |  |  |  |  |  |  |  |  |  |
|  |                                                         |  |  |  |  |  |  |  |  |  |  |  |  |
|  | Heilwig von Holstein (1400–1436)                        |  |  |  |  |  |  |  |  |  |  |  |  |
|  |                                                         |  |  |  |  |  |  |  |  |  |  |  |  |
|  |                                                         |  |  |  |  |  |  |  |  |  |  |  |  |
|  | König Friedrich I. (1471–1533)                          |  |  |  |  |  |  |  |  |  |  |  |  |
|  |                                                         |  |  |  |  |  |  |  |  |  |  |  |  |
|  |                                                         |  |  |  |  |  |  |  |  |  |  |  |  |
|  | Johann Markgraf von Brandenburg-Kulmbach (1406–1464)    |  |  |  |  |  |  |  |  |  |  |  |  |
|  |                                                         |  |  |  |  |  |  |  |  |  |  |  |  |
|  |                                                         |  |  |  |  |  |  |  |  |  |  |  |  |
|  | Dorothea von Brandenburg-Kulmbach (1430–1495)           |  |  |  |  |  |  |  |  |  |  |  |  |
|  |                                                         |  |  |  |  |  |  |  |  |  |  |  |  |
|  |                                                         |  |  |  |  |  |  |  |  |  |  |  |  |
|  | Barbara von Sachsen-Wittenberg (1405–1465)              |  |  |  |  |  |  |  |  |  |  |  |  |
|  |                                                         |  |  |  |  |  |  |  |  |  |  |  |  |
|  |                                                         |  |  |  |  |  |  |  |  |  |  |  |  |
|  | Christian III. König von Dänemark und Norwegen          |  |  |  |  |  |  |  |  |  |  |  |  |
|  |                                                         |  |  |  |  |  |  |  |  |  |  |  |  |
|  |                                                         |  |  |  |  |  |  |  |  |  |  |  |  |
|  | Albrecht Achilles, Kurfürst von Brandenburg (1414–1486) |  |  |  |  |  |  |  |  |  |  |  |  |
|  |                                                         |  |  |  |  |  |  |  |  |  |  |  |  |
|  |                                                         |  |  |  |  |  |  |  |  |  |  |  |  |
|  | Johann Cicero Kurfürst von Brandenburg (1455–1499)      |  |  |  |  |  |  |  |  |  |  |  |  |
|  |                                                         |  |  |  |  |  |  |  |  |  |  |  |  |
|  |                                                         |  |  |  |  |  |  |  |  |  |  |  |  |
|  | Margarete von Baden (1431–1457)                         |  |  |  |  |  |  |  |  |  |  |  |  |
|  |                                                         |  |  |  |  |  |  |  |  |  |  |  |  |
|  |                                                         |  |  |  |  |  |  |  |  |  |  |  |  |
|  | Anna von Brandenburg (1487–1514)                        |  |  |  |  |  |  |  |  |  |  |  |  |
|  |                                                         |  |  |  |  |  |  |  |  |  |  |  |  |
|  |                                                         |  |  |  |  |  |  |  |  |  |  |  |  |
|  | Wilhelm III. Herzog von Sachsen (1425–1482)             |  |  |  |  |  |  |  |  |  |  |  |  |
|  |                                                         |  |  |  |  |  |  |  |  |  |  |  |  |
|  |                                                         |  |  |  |  |  |  |  |  |  |  |  |  |
|  | Margarete von Sachsen (1449–1501)                       |  |  |  |  |  |  |  |  |  |  |  |  |
|  |                                                         |  |  |  |  |  |  |  |  |  |  |  |  |
|  |                                                         |  |  |  |  |  |  |  |  |  |  |  |  |
|  | Anna von Österreich (1432–1462)                         |  |  |  |  |  |  |  |  |  |  |  |  |
|  |                                                         |  |  |  |  |  |  |  |  |  |  |  |  |
|  |                                                         |  |  |  |  |  |  |  |  |  |  |  |  |